# Objaw Rumpla-Leedego
Objaw Rumpla-Leedego, objaw opaskowy (ang. Rumpel-Leede sign) – objaw polegający na powstaniu wybroczyn na skórze ręki poniżej miejsca założonej opaski (mankietu ciśnieniomierza) po kilku-kilkunastu minutach od założenia tej opaski (tzw. test/próba Rumpla-Leedego lub próba opaskowa); dodatni objaw stwierdza się przy pojawieniu się ponad 10 nowych wybroczyn w polu o średnicy 6 cm. Objaw Rumpla-Leedego świadczy o wzmożonej przepuszczalności naczyń włosowatych lub ich zmniejszonej odporności na uszkodzenie. Występuje w niektórych skazach naczyniowych, niekiedy w chorobie von Willebranda i małopłytkowości. 